# 圣安娜-迪坎巴什
圣安娜-迪坎巴什是葡萄牙贝雅区的一个堂区。总面积164.17平方公里，总人口863人，人口密度5.3人/平方公里。